# El temps despullat
"El temps despullat" (títol original en anglès "The Naked Time") és el quart episodi de la primera temporada de la sèrie de televisió de ciència-ficció estatunidenca Star Trek. Escrit per John D. F. Black i dirigit per Marc Daniels, es va emetre per primera vegada el 29 de setembre de 1966.
A l'episodi, una infecció estranya i embriagadora, que redueix les inhibicions de la tripulació, s'estén per la Enterprise. A mesura que la bogeria s'estén, tot el vaixell està en perill.
Aquest va ser el primer episodi en què el públic va veure el pessic vulcanià (el pessic nerviós es va filmar per primera vegada a "L'enemic interior", però aquest últim es va emetre una setmana després de "El temps despullat").
La història té una seqüela a Star Trek: La nova generació, l'episodi de 1987 "Moment indefens".

## Argument
L'USS Enterprise sota el comandament del capità Kirk arriba al planeta moribund Psi 2000. La seva missió és observar i documentar el la ruptura del planeta i recuperar un equip d'investigació estacionat al planeta. Són enviats Spock i el tinent Joe Tormolen (grau junior) i troben que el sistema de suport vital dels investigadors s'ha tancat i l'equip es va congelar fins a la mort: un completament vestit amb una dutxa, un altre assegut a una consola de control com si res dolent, i un que va ser estrangulat. Tormolen es treu el guant del vestit mediambiental per rascar-se el nas i entra en contacte amb un estrany líquid vermell. El grup de desembarcament és enviat de tornada al vaixell i examinat pel cap de metge Dr. McCoy. McCoy no troba cap problema mèdic amb ells i els permet tornar al servei.
Mentre dina, en Tormolen comença a actuar irracionalment, expressant hostilitat cap als altres membres de la tripulació i amenaçant els tinents Sulu i Riley amb un ganivet abans d'envoltar-se ell mateix. La seva ferida no posa en perill la seva vida, però a l'infermera mor després d'una intervenció quirúrgica amb èxit, per a desconcert de McCoy.
Tant Sulu com Riley també comencen a comportar-se de manera irracional. Sulu corre amb una espasa, com la d’Els tres mosqueters, mentre Riley es delecta amb la seva ascendència irlandesa, es tanca a la secció d'enginyeria i es proclama capità de l' Enterprise. Riley canta repetidament una versió inconnexa de l'antiga balada "I'll Take You Home Again, Kathleen". Aquells als quals han tocat la pell també comencen a mostrar símptomes erràtics i la infecció s'estén ràpidament per la tripulació. Quan abandonen els seus llocs, l'òrbita de la nau es desestabilitza i cau en el pou de gravetat erràtic del planeta. A mesura que l' "Enterprise" entra a l'atmosfera superior, el casc comença a escalfar-se.
L’enginyer en cap Scott recupera el control de l'enginyeria de Riley, però Riley ha apagat els motors. Serà impossible reiniciar-los mitjançant procediments normals abans que l' "Enterprise" es cremi.
Spock s'infecta quan Christine Chapel li agafa les mans i li confessa el seu amor per ell. Spock lluita per contenir les seves emocions i infecta el capità James Tiberius Kirk quan intenta ajudar. McCoy estudia mostres de sang dels seus pacients i aigua de Psi 2000 i descobreix que l'aigua del planeta posseeix una cadena complexa de molècules no detectada prèviament que afecta els humanoides com l'alcohol, deprimint els centres de judici i autocontrol, i es transmet per tacte. Desenvolupa un sèrum per revertir els efectes, administrant les dosis inicials a la tripulació de comandament per permetre'ls tornar a controlar el vaixell.
Kirk ordena a Scott que faci un reinici a tota potència dels motors de curvatura, un procés perillós que barreja matèria i antimatèria en un estat fred per crear una implosió controlada i allunyar la nau del planeta. Això ho suggereix una teoria que postula una relació entre temps i antimatèria, però mai abans s'havia intentat. El reinici té èxit, impulsant l' "Enterprise" a una velocitat impossible lluny del planeta cap a una deformació espai-temps que envia la nau enrere 71 hores en el temps. Spock comenta que ara saben una manera de viatjar en el temps. La resposta de Kirk és "Podríem arriscar-ho algun dia, senyor Spock".

## Repartiment i doblatge al català
La sèrie va ser doblada al català pels estudis Tecni-3 (primera part) i Diálogo (segona part) i emesa a TV3 l’any 1989. Els dobladors de l'episodi foren:
| Personatge                | Actor/actriu      | Veu en català                      |
| ------------------------- | ----------------- | ---------------------------------- |
| James T. Kirk             | William Shatner   | Jordi Boixaderas                   |
| Spock                     | Leonard Nimoy     | Isidre Sola i Llop                 |
| Leonard McCoy             | DeForest Kelley   | Eduard Lluís Muntada               |
| Montgomery Scott 'Scotty' | James Doohan      | Joan Carles Gustems Domènec Farell |
| Nyota Uhura               | Nichelle Nichols  | Glòria Roig Azucena Díaz           |
| Hikaru Sulu               | George Takei      | Jaume Nadal Enric Cusí             |
| Christine Chapel          | Majel Barrett     | Ana Maria Mauri Rosa Gavin         |
| Janice Rand               | Grace Lee Whitney | Mercè Arànega                      |
| Lt. Kevin Thomas Riley    | Bruce Hyde        | Pere Molina                        |
| Lt. Joe Tormolen          | Stewart Moss      | Lluís Posada                       |

## Producció
"El temps despullat" estava pensat originalment per ser un episodi de dues parts, amb la primera part que acabava amb una deixada en suspens amb "Enterprise" retrocedint en el temps. El final es va revisar perquè esdevingués un episodi autònom. El que hauria estat la segona part finalment es va convertir en un altre episodi autònom, "Demà és avui".
Quan el guió requeria que el tinent Sulu revelés que en el seu jo més profund es veu a si mateix com un espadatxí, George Takei va haver d'aprendre a manejar un estoc d'esgrima amb pressa. Quan no es necessitava al plató, practicava l'esgrima, sovint llançant-se contra els membres de l'equip de filmació que passaven i, de vegades, enroscant-los. Finalment, una delegació va trucar a Gene Roddenberry i va amenaçar que tota la tripulació abandonaria si a Sulu li donaven una espasa de nou.
"El temps despullat" és l'únic episodi de La sèrie original en què es mostrava o es feia referència al rang de Tinent (grau junior). La insígnia de la màniga d'aquest rang és una sola franja trencada, i Joseph Tormolen és l'únic membre de la tripulació d' Enterprise que mai s'ha mostrat portant-la.
"The Naked Time" també és l'únic episodi de "La Sèrie Original" en què els tres personatges femenins principals, Lt. Nyota Uhura (Nichelle Nichols), Janice Rand (Grace Lee Whitney) i Christine Chapel (Majel Barrett), apareixen al mateix episodi.

## Llançaments
El juliol de 2011, el servei de streaming Netflix va fer disponibles tots els episodis de Star Trek, que inclourien aquest episodi.

## Recepció
George Takei ha esmentat repetidament a les entrevistes que aquest és el seu episodi preferit, i hi dedica un capítol a la seva autobiografia.
El 2012, Christian Science Monitor va classificar aquest com el tercer millor episodi de l’original Star Trek.
El 2013, la revista Wired va classificar aquest episodi com un dels deu episodis més subestimats de La sèrie original en aquell moment.
In 2015, Syfy va classificar aquest episodi com un dels deu episodis originals de Spock de la sèrie original de Star Trek.
El 2016, SyFy va enumerar el rebuig d'Uhura a l'oferta de l'enfadat Sulu de "protegir-la" com el desè millor moment del personatge a Star Trek.
IGN va classificar "El temps despullat" com el vuitè millor episodi de La sèrie original el 2016 i el 12è millor episodi de totes les sèries Star Trek el 2013.
El 2016, USA Today va assenyalar "El temps despullat" com un episodi interessant de la franquícia Star Trek.
El 2018, PopMatters el va classificar com l'11è millor episodi de La sèrie original.
El 2019, Nerdist va incloure aquest episodi a la seva guia de marató de sèries "Best of Spock".
El 2021, Screen Rant el va classificar com el 15è millor episodi de la sèrie original de Star Trek per tornar a veure.
In 2024 Hollywood.com va classificar El temps despullat al número 18 dels 79 episodis de la sèrie original.